# Illéla (département)
Pour les articles homonymes, voir Illéla (homonymie).
Illéla est l'un des 63 départements du Niger, situé au Niger méridional et la région de Tahoua.

## Géographie

### Situation
Le département d'Illéla est entouré par :
- au nord : les départements de Tahoua et Kéita,
- à l'est : le département de Bouza,
- au sud : le département de Birni N'Konni,
- à l'ouest : la région de Dosso (département de Dogondoutchi).

## Histoire
Subdivision du Cercle de Birni N'Konni, durant l'administration coloniale, la circonsription d'Illéla instaurée lors de l'indépendance du Niger devient arrondissement en 1964, puis département en 1998. La commune de Bagaraoua est séparée du département lors de la réforme administrative de 2011 pour former un nouveau département.

## Administration
Illéla est un département de 3 607 km² de la région de Tahoua.

Son chef-lieu est Illéla.

### Communes
Son territoire se décompose en:
- Commune urbaine : Illéla.
- Communes rurales : Badaguichiri, Tajaé.
- Villages administratifs (VA) : 153

| Code INS | Commune      | Superficie (km²) | Population (2012) | Localités | VA |
| -------- | ------------ | ---------------- | ----------------- | --------- | -- |
| 50501    | Badaguichiri | 1 033            | 115 491           | 82        | 52 |
| 50502    | Illéla       | 1 951            | 142 214           | 117       | 74 |
| 50503    | Tajaé        | 622,4            | 78 080            | 83        | 27 |

### Chefferies traditionnelles
Le département d'Illéla compte, deux chefferies traditionnelles.
| Chefferie traditionnelle                         | Fondée en | Catégorie |
| ------------------------------------------------ | --------- | --------- |
| Canton d'Illéla                                  | 1900      | 6e        |
| Groupement Touareg Kel-Gress Kel-Agualal (Tajaé) | 1925      | 4e        |

## Population
La population est estimée à 366 704 habitants en 2011.